# Бодяжина, Вера Ильинична
Вера Ильинична Бодяжина (1905—1987) — советский учёный-медик, доктор медицинских наук, профессор.
Один из ведущих советских специалистов в области акушерства и гинекологии, автор более 300 научных работ, в том числе учебников и 6 монографий.

## Биография
Родилась 27 сентября 1905 года в селе Малый Толкай ныне Похвистневского района Самарской области.
После окончания 1-го Московского медицинского института осталась работать на кафедре акушерства и гинекологии. Была ассистентом, а затем доцентом кафедры. С декабря 1939 года находилась на службе в РККА. Участник Великой Отечественной войны, работала в эвакогоспитале (ЭГ-3276), окончила службу в звании капитана медицинской службы.
В 1952 году защитила докторскую диссертацию на тему «Влияние кислородного голодания на некоторые стадии развития плаценты и плода». В 1956 году была избрана профессором кафедры акушерства и гинекологии. В 1956—1961 годах В. И. Бодяжина — профессор кафедры акушерства и гинекологии 1-го Московского медицинского института им. И. М. Сеченова. С 1961 года до выхода на заслуженный отдых В. И. Бодяжина работала заместителем директора по научной работе Всесоюзного НИИ акушерства и гинекологии (ныне Национальный медицинский исследовательский центр акушерства, гинекологии и перинатологии имени академика В. И. Кулакова) Министерства здравоохранения СССР.
На протяжении многих лет Вера Ильинична являлась редактором журнала «Акушерство и гинекология». Была автором многочисленных статей в Большой медицинской энциклопедии и Большой советской энциклопедии. Заслуженный деятель науки РСФСР (15.05.1967), награждена медалями.
Умерла 22 декабря 1987 года в Москве. Была похоронена на Введенском кладбище города.